# مولاي ادريس زرهون
زرهون مدينة جبلية مغربية، تقع قرب مدينة مكناس وتسمى أيضا مدينة مولاي إدريس زرهون، نسبة إلى مؤسس الدولة الإدريسية وتمثل هذه المدينة كعاصمة لأول دولة إسلامية في المغرب وإفريقيا مستقلة عن المشرق منذ القرن السادس الميلادي، ورغم صغر حجمها، إلا أنها كبيرة برمزيتها وتاريخها بالنسبة للحضارة المغربية والمغرب الإسلامي وشمال أفريقيا.
تعاني مدينة مولاي إدريس زرهون من الإهمال والنسيان رغم مؤهلاتها السياحية كونها قريبة من الموقع الأثري وليلي وضريح إدريس الأول وكذلك مواقع أخرى معروفة داخل المدينة مثلا (عين القصر، باب الرميلة، مسجد السنتيسي....) وكذلك ينظم في هذه المدينة موسم المولاي إدريس الأول الذي يشهد أكبر إنتعاشة إقتصادية كل سنة للمدينة حيث يتوافد على المدينة مئات الأشخاص من مختلف مناطق المغرب.

ينتشر داخل المدينة عدد من معاصر الزيتون بحكم تواجدها داخل منطقة فلاحية وذلك يساهم في تشغيل فقط عدد قليل من اليد العاملة وبشكل مؤقت أي في وقت الزيتون فقط.

## تعليم
تتوفر المدينة على مدرسة تأهيلية واحدة هي ثانوية الخوارزمي التأهيلية وإعداديتين هما إدريس الأول وخيبر وثلاث مدارس إبتدائية عبد الله ابن حذفة وأسماء وأحد.

## أعلام
- محمد الأشعري
- إدريس بنعمر العلمي
- إدريس بن عبد الله
- إدريس لكريني

## معرض صور

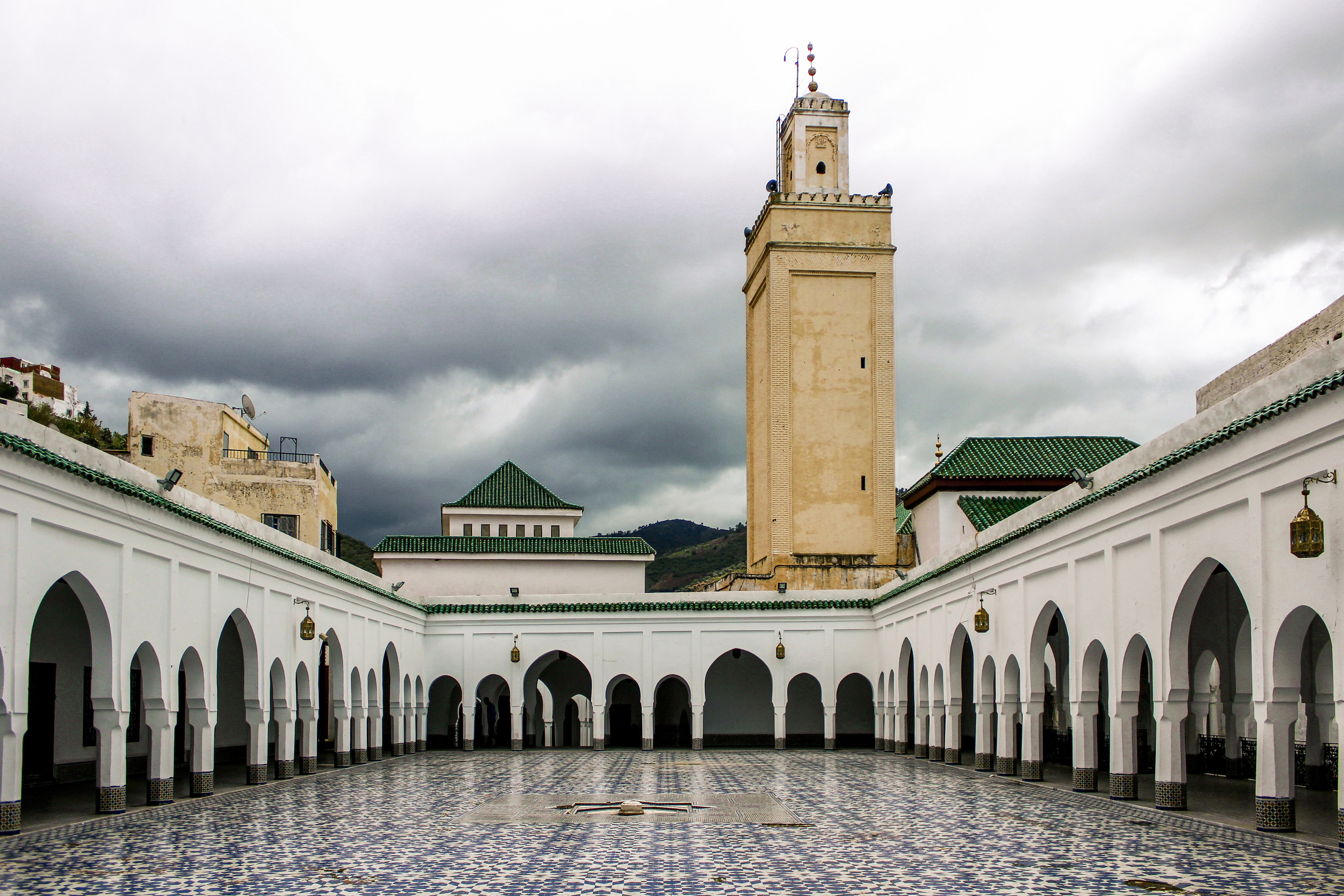
ضريح مولاي إدريس الأول، مؤسس الدولة الإدريسية،أول سلالة مسلمة في المغرب، لجأ إلى مولاي إدريس زرهون
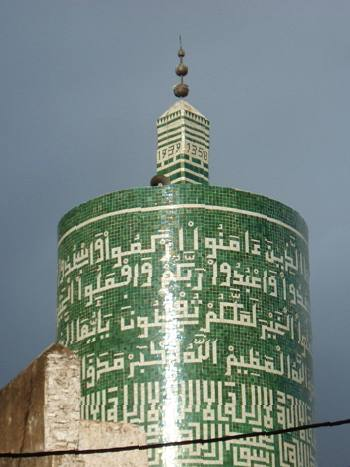
مولاي ادريس زرهون